# Roger Deslaur
Roger Deslaur (* im 13. Jahrhundert; † um 1320) war ein katalanischer Söldner und kurzzeitig Herzog von Athen.
Deslaur stammte aus dem Roussillon und kam 1302 als Söldner der katalanischen Kompanie (das glückliche Heer der Franken) nach Griechenland. Nachdem der Herzog von Athen, Walter von Brienne, 1310 die Feindschaft der Kompanie auf sich gezogen hatte, entschied sich Deslaur, im Solde des Herzogs gegen seine einstigen Kampfgenossen zu kämpfen. In der Schlacht am Kephissos errang die Kompanie einen vernichtenden Sieg über den Herzog, der dabei getötet wurde. Deslaur war einer der wenigen Überlebenden auf der Seite des Herzogs. 
Die katalanischen Söldner wurden dadurch zu den neuen Herren des Herzogtums Athen. Aufgrund ihrer eigenen republikanischen Verfassung besaßen sie aber keine herausragende Führerperson, die nun die Herrschaft über das Land hätte ausüben können. Deshalb suchten sie unter ihren Gefangenen nach einem neuen Anführer. Nachdem der Ritter Bonifazio da Verona abgelehnt hatte, trugen die Söldner ihrem ehemaligen Kameraden Deslaur die Führung an, der sie schließlich annahm. Somit wurde er vom Verlierer des Kephissos zum neuen Kapitän der Kompanie und Herzog von Athen. Bei der anschließenden Verteilung des eroberten Landes wurde die reiche Witwe des beim Kephissos gefallenen Thomas III. de Stromoncourt mit Deslaur verheiratet, der damit die Herrschaft über Salona als eigenes Lehen erhielt. 
Die neue katalanische Herrschaft in Athen war umgeben von Feinden, im Westen und Norden von den griechischen Despotien Thessalien und Epiros, im Osten von Venedig auf Euböa und im Süden vom Fürstentum Achaia, das von den Anjou aus Neapel dominiert wurde. Die alte Herzogsfamilie der Brienne konnte sich außerdem in Argos und Nauplia halten, wo sie ihr eigenes Herzogtum aufrechterhielt. Die Katalanen kamen daher zu der Entscheidung, dass sie nur unter dem Schutz eines mächtigen Herrschers überleben konnten. So wandten sie sich an König Friedrich II. von Sizilien aus dem Hause Aragon, der einst die Kompanie im Kampf gegen den Erzfeind Anjou gegründet hatte. Die Kompanie entwickelte eigens eine neue Verfassung für das Herzogtum, die eine Gewaltenteilung zwischen der autonom bleibenden Kompanie und der herzoglichen Gewalt vorsah. So sollten alle militärischen und zivilen Ämter (Marschall und Kanzler) in der Befugnis der Kompanie verbleiben, dem Herzog wurde lediglich das Ernennungsrecht zugestanden. Dafür verblieben beim Herzog alle hoheitlichen Rechte, wie die Gerichtsbarkeit, Verwaltung, der Fiskus und die Entscheidung über Krieg und Frieden. Die auf fränkischem Feudalrecht basierenden Assisen von Romanien (Assises de Jerusalem) wurden durch die Zivilkonstitution Kataloniens ersetzt.
Im Jahr 1312 wurde diese Verfassung durch Boten der Kompanie und den König von Sizilien beschworen und damit rechtsgültig. Der König wurde neuer Oberlehnsherr des Herzogtums und ernannte seinen unmündigen Sohn, Prinz Manfred, zum neuen Herzog. Berenguer Estanyol wurde als Vikar nach Athen entsandt und übernahm dort im Namen des Herzogs die Regierung. Deslaur legte daraufhin seine Ämter nieder und zog sich nach Salona zurück. Er starb vermutlich um das Jahr 1320, da in diesem Jahr erstmals der Vikar Alfonso Fadrique de Aragón im Besitz von Salona genannt wurde.